# Paltostoma palominoi
Paltostoma palominoi är en tvåvingeart som beskrevs av Charles L. Hogue och Garces 1990. Paltostoma palominoi ingår i släktet Paltostoma och familjen Blephariceridae.
Artens utbredningsområde är Kuba. Inga underarter finns listade i Catalogue of Life.